# 에스타디오 비센테 칼데론
에스타디오 비센테 칼데론(스페인어: Estadio Vicente Calderón)은 스페인 마드리드에 있던 축구 경기장이다. 1966년부터 2017년까지 아틀레티코 마드리드의 홈 경기장으로 사용되었다.
1982년 FIFA 월드컵에서는 2라운드 D조 3경기가 개최되었다. 2003년 UEFA에 의해 5성급 경기장으로 지정되어 UEFA 챔피언스리그 결승전, 유로 경기 등 주요한 경기를 치렀다. 2017년 아틀레티코 마드리드가 에스타디오 메트로폴리타노로 홈 구장을 이전하면서 폐장했다.

## 경기장 이름의 유래
처음 경기장이 만들어졌을 때의 이름은 에스타디오 만사나레스(Estadio Manzanares)이었는데, 경기장의 위치가 만사나레스 강 근처에 있었기 때문이었다. 지금의 경기장 이름인 비센테 칼데론은 예전 아틀레티코 마드리드의 회장이었던 비센테 칼데론의 이름에서 따왔다.